# Kantishna
Kantishna ist eine kleine Ortschaft ohne eigene Verwaltung im Denali Borough von Alaska. Es liegt am Fuße der Kantishna Hills im Denali-Nationalpark am Ende der Nationalparkstraße, 4,8 km nordwestlich des Wonder Lake.
Gegründet wurde Kantishna 1905 als Goldgräber-Camp an der Einmündung des goldführenden Bachs Eureka Creek in den Moose Creek. Anfangs war die Siedlung unter dem Namen Eureka bekannt. Das Board on Geographic Names legte jedoch 1944 in Anlehnung an das 1905 eröffnete Kantishna Post Office den heutigen Namen als offizielle Bezeichnung fest.